# Hisamaru Tajima
Hisamaru Tajima (田島久丸 Tajima Hisamaru?) (8 de septiembre de 1977) es un luchador profesional japonés, famoso por su trabajo en Dradition Pro Wrestling, donde se halla actualmente.

## Carrera

### Toryumon (2002-2006)
Tajima, después de entrenar en Último Dragón Gym, hizo su debut en Toryumon México el 12 de mayo de 2002 en una derrota ante Toru Owashi. El rol de Tajima fue planeado como el del as de la promoción de Toryumon X, de modo similar a cómo Magnum TOKYO, CIMA y Masaaki Mochizuki lo eran de Toryumon Japan. A diferencia del estilo aéreo de los luchadores de Toryumon X, Tajima presentó un estilo de lucha pesada que lo convirtió en un duro oponente para Owashi. Sin embargo, por causas desconocidas, Tajima no llegó a debutar en la promoción, y poco después desapareció de escena, con su hueco como as siendo ocupado por Taiji Ishimori.
Después de su salida de Toryumon, Tajima se dedicó a la cocina, abriendo un restaurante de udon en Nakano, Tokio.
A lo largo de 2006 y 2007, Tajima comenzó a reaparecer en programas dirigidos por Último Dragón.

### New Japan Pro Wrestling (2007-2008)
En julio de 2007, Tajima apareció junto con Milano Collection A.T. & Naoki Tanizaki en el evento Lock Up de New Japan Pro Wrestling, promovido para atraer nuevos luchadores a la empresa. A pesar de que el trío derrotó a Taichi Ishikari, Tetsuya Naito & Yujiro, solo Milano fue contratado por NJPW.
Al año siguiente, Tajima volvió a aparecer en Lock Up, haciendo equipo con Arashi & Yutaka Yoshie para derrotar a Legend (AKIRA, Riki Choshu & Shiro Koshinaka). Sin embargo, de nuevo, Hisamaru no fue contratado por la empresa.

### Dradition Pro Wrestling (2007-presente)
Tajima comenzó a aparecer en Dradition Pro Wrestling, empresa dirigida por Tatsumi Fujinami y Último Dragón, y entró en un feudo con Bear Fukuda.

## En lucha
- Movimientos finales
  - WIND Surfin'[1][2] (Elevated surfboard)
  - Running lariat[1][2]
  - Standing powerbomb[5]
  - Brainbuster[5]

- Movimientos de firma
  - Dropkick, a veces desde una posición elevada
  - Gorilla press drop
  - Over the top rope suicide dive
  - Spear

- Apodos
  - "The Ace of the Future"[3]

## Campeonatos y logros
- Toryumon
  - Premio al espíritu de lucha (2006)[6]